# スワンナプーム駅
スワンナプーム駅（スワンナプームえき、タイ語:สถานีท่าอากาศยานสุวรรณภูมิ）はタイ王国サムットプラーカーン県バーンプリー郡にある、空港連絡鉄道エアポート・レール・リンクの駅である。

## 概要
スワンナプーム国際空港旅客ターミナルに直結している。尚チェックイン・カウンターは4階、到着ロビーは2階である。地下1階、地下2階が当駅フロアになっており、地下1階にある乗車券窓口には、自動券売機もあり5枚まで一度に購入できる。2面4線のプラットホームは地下2階にあり、開業当初はExpress と City Line のホームに分かれていた。ホームにはフルスクリーンタイプのホームドアが設置されており、安全性が保たれている。又これは冷房効果を逃がさない為の、保冷の意味を併せ持つ。
当駅よりCity Lineは概ね12分間隔で運行されている。なお、Expressは廃止されたため、現在は各駅停車であるcity Lineのみの運行である。

## 歴史
- 2005年 【着工】スワンナプーム駅 - パヤータイ駅 (28.7 km) [1]
- 2010年8月23日 【開業】スワンナプーム駅 - パヤータイ駅[2]

## のりば
以下は、Express運行当時のもの。
| 1・2番ホーム |            |                                    |
| 3・4番ホーム | ■City Line | マッカサン駅経由、パヤータイ駅方面 |